# Душан Пророковић
Душан Пророковић (Лозница, 16. август 1976) српски је политиколог, универзитетски професор и политичар. Бивши је посланик у Народној скупштини од 2001. до 2007. године и високи функционер Демократске странке Србије (ДСС). Сада је повезан са странком Заветници (ССЗ).

## Биографија
Основне студије завршио је на Факултету организационих наука (ФОН) Универзитета у Београду а постдипломске студије на Високој школи за међународне и односе са јавношћу у Прагу на одсеку за међународне односе и дипломатију, где је потом и магистрирао. Стекао је докторат. дипломирао на одсеку за међународне односе и дипломатију Факултета политичких наука и међународних односа Универзитета Матеј Бел у Банској Бистрици, а по завршетку докторских студија одбранио је докторску дисертацију на Факултету безбедности Универзитета у Београду.
У звање ванредног професора Факултета за дипломатију и безбедност у Београду постављен је 2018. године 
Такође ради као научни сарадник у београдском Институту за међународну политику и привреду, где је руководилац Центра за евроазијске студије, извршни директор Центра за стратешке алтернативе из Београда и спољнополитички коментатор Радија Спутњик.
Политичку каријеру започео је 1994. као члан Демократске странке Србије (ДСС) десног центра Војислава Коштунице, поставши високи функционер. Био је посланик у Народној скупштини од 2001. до 2007. године, када је именован за државног секретара у Министарству за Косово и Метохију и обављао дужност до 2008. Био је заменик посланика. делегација Србије у Парламентарној скупштини Савета Европе од 2006. до 2007. Учествовао је у процесу преговора о будућем статусу Косова под окриљем УН. Пророковић је 2007. године изјавио да је Србија спремна да употреби силу да одржи свој суверенитет. Пророковић је касније именован за председника политичког савета ДСС. Њега је 2017. године из странке избацио њен нови лидер Милош Јовановић. Касније је постао политички саветник крајње десничарске Српске странке Заветници (ССЗ) и учествовао је у њеној кампањи за опште изборе 2022. године.
Пророковић је ожењен и има четворо деце. Поред матерњег српског, говори енглески, чешки, словачки и руски језик.

## Политичке позиције

### Косово
Прокоровић је против признавања независности Косова: Са формалне стране, дакле, имамо протекторат НАТО који је једнострано прогласио независност на територији Србије. И ту 'независност' су подржале кључне чланице НАТО. Са фактичке стране тај протекторат је институционално неизграђен и системски несређен, самим тим и дугорочно 'заглављен' са прегршт проблема. И тим проблемима Србија ће морати да се бави у било којој варијанти, пошто представљају прворазредну претњу националној безбедности, од организованог криминала, до исламских фундаменталиста и осталих 'повратника' са блискоисточних ратишта. Прокоровић је крајем јануара 2023. године потписао петицију којом се одбија предложени француско-немачки споразум између Србије и Косова.
Он је 11. фебруара 2023. године у Крагујевцу, заједно са лидерима ССЗ, НДСС, Двери и ПОКС, одржао прву заједничку кампању у оквиру кампање против предложеног француско-немачког плана за Косово.

### Спољна политика
Прокоровић је критичар НАТО-а и 2015. је изјавио да би Србија уласком у НАТО „жртвовала много тога, а за то не би добила никакву надокнаду”. Он сматра да је иницијатива Отворени Балкан била начин да се спречи даље јачање економских веза Београда и Москве. Прокоровић је 2017. написао чланак у којем је хвалио Александра Дугина. Пророковић је у априлу 2022. године потписао петицију којом позива Србију да не уводи санкције Русији након што је извршила инвазију на Украјину.

## Дела
- Kosovo: Interethnic and Political Relations (2011)
- Geopolitics of Serbia: Position and Perspectives at the Beginning of the 21st Century (2012)
- German Geopolitics and Balkans: Goals of Middle European Continentalism (2014)
- The Era of Multipolarity (2017)